# Tenualosa thibaudeaui
Tenualosa thibaudeaui é uma espécie de peixe da família Clupeidae.
Pode ser encontrada nos seguintes países: Camboja, Laos, Tailândia e Vietname.